# Calyptomyrmex clavatus
Calyptomyrmex clavatus is een mierensoort uit de onderfamilie van de Myrmicinae. De wetenschappelijke naam van de soort is voor het eerst geldig gepubliceerd in 1952 door Weber.